# 커크 더글러스
커크 더글러스(본명: 이수르 다니엘로비치 (영어: Issur Danielovitch), 영어: Kirk Douglas, 1916년 12월 9일 ~ 2020년 2월 5일)는 미국의 배우이자 영화 감독, 영화 프로듀서이다.

## 생애
그는 러시아 제국(현재의 벨라루스) 호멜 출신인 유대계 이민자 다니엘로비치 부부의 아들로 "이수르 다니엘로비치"라는 이름을 가지고 미국 뉴욕주 암스테르담에서 태어났다. 먼저 이민을 간 형제가 신원 보증인이 되어 부부는 미국으로 이주를 했다. 그 형제가 사용하고 있던 "뎀스키"라는 성을 본받아 사용했는데 커크도 "이지 뎀스키"라는 이름으로 자랐고, 제2차 세계대전 때 해군에 들어가면서 현재의 이름인 커크 더글러스로 개명한다.
빈민가에 살면서 생계를 위해 어린 시절 신문 배달부터 노점상, 정원사 등 여러 직업을 전전하면서, 학업에 힘썼다. 학비 대출을 이용하여 세인트 로렌스 대학교로 진학하여, 학비를 벌기 위해 정원사, 경비원 등으로 일을 했다. 그는 뛰어난 레슬링 선수였으며, 사육제 때는 돈을 벌기 위해 여름동안 레슬링을 하기도 했다.
고등학교 때 꿈은 연기자가 되는 것이라고 새삼 인식하고, 그 꿈을 이루기 위해 1934년 미국 드라마 예술 아카데미에 입학하여, 그 재능을 꽃피워 특별 장학생이 되었다. 이때 클래스메이트였던 로렌 바콜은 이후 그의 영화에서 중요한 역할을 했다. 1941년 징병되어 그대로 제2차 세계대전 중에는 해군에 종군했다가 1944년에 부상 때문에 제대했다.
1941년 졸업 공연으로 진행된 《봄이여 다시》(Spring Again)에서 노래하는 메신저 소년을 연기하며 브로드웨이에 데뷔했다. 제대 후 뉴욕에서 라디오를 중심으로 하는 일에 종사하고 무대에도 출연했지만, 로렌 바콜의 추천으로 1946년 영화 《마사 아이버스의 위험한 사랑》(The Strange Love of Martha Ivers)로 영화에 데뷔했다. 이것이 전환점이 되어, 1949년 브로드웨이에서 체홉의 《세 자매》에서 안드레이 역으로 출연했고, 더글러스는 무대를 할리우드로 옮겨 활약한다. 이후 강한 이미지를 남긴 여덟 번째 출연작 《챔피언》 이후로, 처음에는 내성적인 성격 배우라는 이미지를 심어주었다. 《전사》는 아카데미 편집상과 골든 글로브상 촬영상을 수상했고, 커크 본인도 아카데미 남우주연상에 노미네이트되었다. 그리고 서부 영화 《죽음의 모래》(Along the Great Divide)'에 출연해 일약 스타덤으로 등극했다.
그 후, 1955년 어머니의 이름을 따서 독립 프로덕션 '브라이나 컴퍼니'을 세웠고, 1960년 자신이 주연하고, 제작, 총지휘를 맡아 제작비 1200만 달러의 대작 《스파르타쿠스》를 만들었다.
진지한 역할이 어울리는 이미지 외에 《해저 2만리》에서 보여준 가벼운 연기와 창세기의 TV 프로그램 ‘잭 베니 프로그램’으로 뮤지컬 퍼포먼스 등 다채로운 활동을 했다.
1973년 서부 영화 '내일없는 추격'에서 메가폰을 맡아하면서 주연을 맡았지만, 서부극 자체가 쇠퇴기에 있었기 때문에 큰 평가를 받지 못했다. 또한 같은 해 TV 뮤지컬 판 《지킬박사와 하이드씨》(작곡 : 라이오넬 바트)에 주연을 했다.

## 사생활
1943년 11월 2일, 미국 드라마 예술 아카데미에서 만난 동창 여배우 다이애나 더글러스와 결혼하여 두 아들을 낳았다. 장남은 배우 마이클 더글러스, 차남은 영화 ‘코카인 블루스’ 등의 프로듀서 조엘 더글러스이다. 다이애나는 1951년 이혼 후 배우 활동을 계속하였고, 벤 케이시 와 플리퍼 등의 TV 프로그램에서 활약하고 있다.
1954년 5월 29일, 커크는 앤 바이든스와 결혼하여 다시 두 아들을 낳았다. 영화 프로듀서 피터 빈센트 더글러스와 TV 드라마 시리즈로 활약한 배우 에릭 더글러스를 낳았다. 하지만 에릭은 약물 과량 섭취에 의한 입원이나 코카인 소지 혐의로 인한 체포를 반복하다, 2004년 자신의 아파트에서 시체로 발견되었다.
1991년 헬기 사고를 당한 것을 계기로 자신의 인생을 되돌아보면서 유대주의에 대한 사색이 심화되었다. 1996년 뇌졸중을 앓으면서, 언어 장애가 남아 있었지만, 2006년 종종 파티에 참석하여 건강한 모습을 보였다.
2016년 12월 9일 100세 생일을 맞이하였고, 2020년 2월 5일 향년 103세로 타계했다.

## 출연 작품
- 《마사 아이버스의 위험한 사랑》 (1946)
- 《챔피언》 (1949)
- 《영 맨 위드 어 혼》 (1950)
- 《형사 이야기》 (1951)
- 《비장의 술수》 (1951)
- 《배드 앤 뷰티》 (1952)
- 《액트 오브 러브》 (1953)
- 《율리시즈》 (1954)
- 《해저 2만리》 (1954)
- 《인디언 전사》 (1955)
- 《열정의 랩소디》 (1956) - 골든 글로브상 극영화 남우주연상 수상
- 《영광의 길》 (1957)
- 《오케이 목장의 결투》 (1957)
- 《스파르타쿠스》 (1960)
- 《로니 브레이브》 (1962)
- 《세븐 데이스 인 메이》 (1964)
- 《분노의 악령》 (1978)